# Mirza Jabbar Mammadzade
Mirza Jabbar Mirza Abbas oglu Mammadzade (en azerí: Mirzə Cabbar Mirzə Abbas oğlu Məmmədzadə; Ereván, 20 de enero de 1882 - Bakú, 3 de enero de 1938) fue un  educador azerbaiyano, pedagogo, doctor en ciencias pedagógicas, profesor (1937). Fue diputado de primera convocatoria del Parlamento de la República Democrática de Armenia.

## Biografía

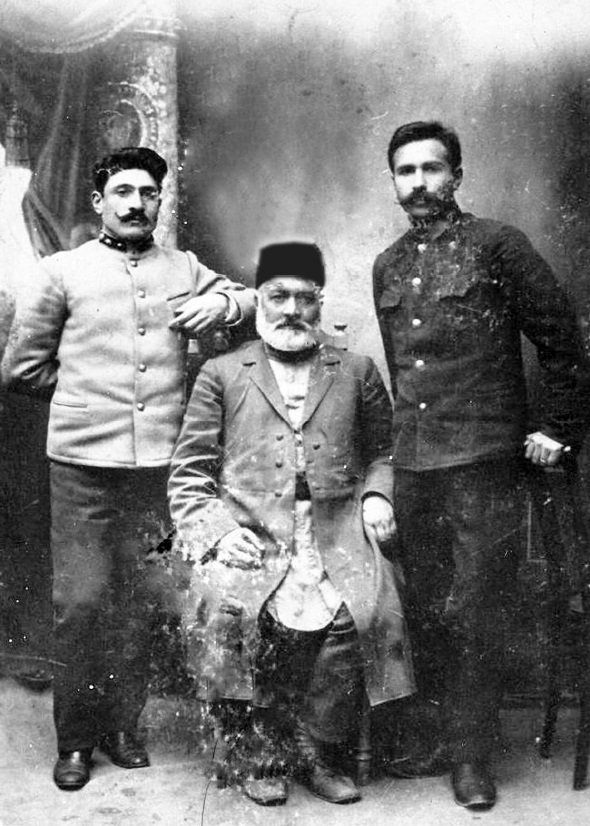
Mirza Jabbar Mammadzade, su padre Mirza Abbas e Ibadulla bey Muganlinski

Mirza Jabbar Mammadzade nació el 20 de enero de 1882 en la ciudad de Ereván. Primero recibió educación en su casa, y luego estudió en el Seminario de Maestros de Ereván. Después de graduarse del seminario en 1902 Mirza Jabbar tomó un examen externo y recibió un certificado de enseñanza. A partir de septiembre de 1902 trabajó como maestro en la escuela de Nehram. En 1903 empezó a enseñar en la escuela de Gamarli y en 1904 en la escuela de Imanshali. Desde 1905 hasta el 1 de septiembre de 1906 fue supervisor de la escuela de Gamarli.
Hasta el 19 de enero de 1913 trabajó como profesor de lengua azerbaiyana en el Seminario de Maestros de Ereván.
El 1 de septiembre de 1906 fue invitado a la escuela preparatoria privada inaugurada por Ibadulla bey Mughanlinski en Ereván como profesor de lengua rusa y matemáticas. Durante la Primera Guerra Mundial, el gobierno ruso trasladó el seminario de la ciudad fronteriza de Ereván a Armavir. Mirza Jabbar Mammadzade también enseñó aquí desde el 2 de febrero de 1915 hasta mayo de 1916.
Después de que el Partido Dashnaktsutiún llegó al poder en 1918, Mirza Jabbar Mammadzade se mudó a Najicheván con su familia porque el gimnasio y el seminario de maestros de Ereván estaban cerrados. Él enseñó ruso, turco y azerbaiyano en la escuela superior.
En 1920 Mirza Jabbar regresó a la ciudad de Ereván. A finales de ese año, se mudó con su familia de Ereván a Bakú. Él continuó sus actividades pedagógicas en la Universidad Estatal de Bakú, la Universidad Pedagógica Estatal de Azerbaiyán y el Instituto Cooperativo de Azerbaiyán. En 1935 se le concedió el título de candidato a ciencias y profesor de lengua y literatura y en 1937 el título de doctor en ciencias.
En octubre de 1937 Mirza Jabbar y su familia fueron detenidos. Se le acusó y fusiló en la causa de investigación número 12493. Su esposa y hija fueron exiliadas. Se le declaró inocente en 1957.